# Niki (piosenkarka)
Niki, właśc. Nicole Zefanya (ur. 24 stycznia 1999 w Dżakarcie) – indonezyjska piosenkarka rhythmandbluesowa.
Kształciła się w Sekolah Pelita Harapan. Pierwotnie zyskała popularność dzięki coverom i utworom zamieszczanym w serwisie YouTube, gdzie zebrała ponad 40 tysięcy subskrybentów.
W wieku 15 lat wzięła udział w internetowym konkursie na wokalistkę do występu otwierającego koncert Taylor Swift w Dżakarcie. Ostatecznie została wybrana do występu na koncercie Red Tour Jakarta w 2014 roku.
W 2017 roku przeprowadziła się do Stanów Zjednoczonych, aby studiować muzykę na Lipscomb University. W tym samym roku podpisała kontrakt z wytwórnią 88rising.
W 2018 roku wydała swoją debiutancką EP-kę pt. Zephyr. W 2020 roku wydała swój pierwszy autorski album pt. Moonchild.